# Arrondissement de la seigneurie de Schmalkalden

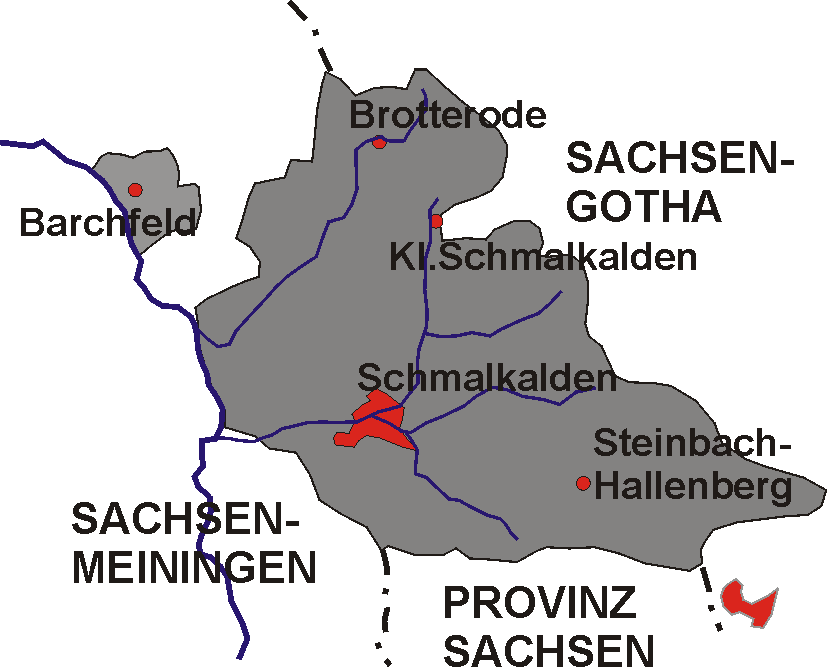
La seigneurie de Schmalkalden de 1866 à 1945.

L'arrondissement de Schmalkalden est un arrondissement de l'électorat de Hesse puis de la province de Hesse-Nassau de 1821 à 1950. De 1907 à 1946, il s'est appelé arrondissement de la seigneurie de Schmalkalden.
La seigneurie de Schmalkalden fait déjà partie du landgraviat de Hesse ou de Hesse-Cassel depuis 1360 pour la moitié et depuis 1583 pour la totalité. Après l'annexion de l'électorat de Hesse par la Prusse en 1866, le territoire fait partie de la province prussienne de Hesse-Nassau (à partir de 1868). Il existe encore en tant qu'arrondissement jusqu'en 1950 dans la zone soviétique ou la RDA. L'arrondissement a une superficie de 279,6 km2 et 52 000 habitants en 1939. Le siège de son administration est Schmalkalden.
À Barchfeld se trouve le siège ancestral des landgraves de Hesse-Philippsthal-Barchfeld, branche des souverains de Hesse ; le château de Wilhelmsburg (de) à Schmalkalden est utilisé par la lignée dirigeante elle-même.

## Histoire
De 1360 à 1583, la seigneurie de Schmalkalden (de) appartient pour moitié au landgraviat de Hesse (depuis 1567 au landgraviat de Hesse-Cassel) et pour moitié au comté d'Henneberg-Schleusingen. Après la mort des comtes d'Henneberg (de), la seigneurie de Schmalkalden appartient entièrement au landgraviat de Hesse-Cassel de 1583 à 1866 et à l'électorat de Hesse à partir de 1803. En 1821, l'administration et la juridiction sont séparées. Pour l'administration, l'arrondissement de Schmalkalden est formé à partir des anciens bureaux de Schmalkalden (de), Hallenberg (de), Herrenbreitungen (de) et Brotterode (de). Quatre bureaux judiciaires sont créés en tant que tribunaux de première instance (Schmalkalden, Brotterode (de), Herrenbreitungen et Steinbach).
La "loi relative à la création de nouveaux districts administratifs et à l'introduction de conseils de district" du 31 octobre 1848 et le décret correspondant du 22 décembre 1848, entrés en vigueur le 1er février 1849, ont dissous les quatre provinces existantes et créé neuf districts à leur place. Deux districts, dont le district de Schmalkalden, sont formés à partir de l'ancienne province de Fulda (de). Ce changement est une conséquence de la révolution de Mars. Rien ne change à Schmalkalden : le nouveau district coïncide avec l'ancien arrondissement. À la tête du district se trouve un directeur de district. C'est Friedrich Fondy en 1848-1851. La nouvelle structure administrative est dissoute peu de temps après que la réaction a prévalu. Avec l'ordonnance et la "loi provisoire" concernant la réorganisation de l'administration intérieure de l'État et du pouvoir exécutif des autorités administratives et des conseils de district", en date du 7  juillet 1851, l'ordre ancien est rétabli.
Au lendemain de la guerre austro-prussienne en 1866, la Prusse annexe l'électorat de Hesse et, avec le duché de Nassau, le transforme le 7 décembre 1868 en province de Hesse-Nassau. L'arrondissement de Schmalkalden est affecté au district de Cassel. À partir du 26 avril 1907, l'arrondissement s'appelle seigneurie de Schmalkalden.
Avec la dissolution de la province de Hesse-Nassau par le gouvernement nazi le 1er juillet 1944, l'arrondissement est incorporé au district d'Erfurt, qui appartenait auparavant à la province de Saxe. Le 1er juillet 1944, cette province est également divisée et le district d'Erfurt est placé sous l'administration du gouverneur du Reich pour la Thuringe à Weimar. Au printemps 1945, l'arrondissement est brièvement occupé par l'armée américaine. Lors de la dissolution de l'état libre de Prusse, l'arrondissement et le district d'Erfurt sont rattachés à l'état nouvellement formé de Thuringe de la zone d'occupation soviétique puis de la RDA.
Le 1er juillet 1945, l'arrondissement cède la commune de Barchfeld à l'arrondissement de Meiningen (de). Le 1er octobre 1945, la commune thuringeoise de Kleinschmalkalden de l'arrondissement de Gotha est incorporée à l'arrondissement et fusionne avec la commune du même nom dans l'arrondissement pour former la commune de Pappenheim. L'arrondissement est rebaptisé par la loi le 30 janvier 1946 arrondissement de Schmalkalden.
L'arrondissement de Schmalkalden est dissous et divisé le 1er juillet 1950 :
- La ville de Brotterode et les communes d'Elmenthal, Fambach, Herges-Auwallenburg, Herrenbreitungen, Heßles, Hohleborn, Pappenheim, Laudenbach, Trusen et Wahles sont transférés à l'arrondissement de Meiningen.
- Toute la zone restante de l'arrondissement est incorporée à l'arrondissement de Suhl.

Deux ans plus tard, le 25 juillet 1952, un nouveau arrondissement de Schmalkalden (de) est créé avec une forme similaire à celle d'avant 1950 - étendu à Roßdorf et Schwallungen.

## Évolution de la démographie
| Année | Habitants | Source |
| ----- | --------- | ------ |
| 1871  | 28 613    | [ 8 ]  |
| 1890  | 33 268    | [ 9 ]  |
| 1900  | 37 720    | [ 9 ]  |
| 1910  | 44 561    | [ 9 ]  |
| 1925  | 48 694    | [ 9 ]  |
| 1933  | 50 816    | [ 9 ]  |
| 1939  | 51 666    | [ 9 ]  |
| 1946  | 58 326    | [ 10 ] |

## Administrateurs de l'arrondissement
- 1868–1880 Maximilian Senfft von Pilsach (de)
- 1880–1882 Ernst von Lengerke (de)
- 1882–1891 Max Fliedner (de)
- 1891–1919 Heinrich Hagen (de)
- 1919–1926 Emil Schubert
- 1926–1931 Friedrich von Basse (de)
- 1931–1932 Althaus
- 1932–9999 Walter Kolb
- 1932–1937 Ludwig Hamann
- 1937–1945 Otto Recknagel (de)

## Liste des communes
| Communes (statut en 1935) | Commune actuelle     |
| ------------------------- | -------------------- |
| Altersbach                | Steinbach-Hallenberg |
| Asbach                    | Schmalkalden         |
| Aue                       | Schmalkalden         |
| Auwallenburg              | Brotterode-Trusetal  |
| Barchfeld                 | Barchfeld-Immelborn  |
| Bermbach                  | Steinbach-Hallenberg |
| Breitenbach               | Schmalkalden         |
| Brotterode                | Brotterode-Trusetal  |
| Elmenthal                 | Brotterode-Trusetal  |
| Fambach                   | Fambach              |
| Floh                      | Floh-Seligenthal     |
| Grumbach                  | Schmalkalden         |
| Haindorf                  | Schmalkalden         |
| Helmershof                | Floh-Seligenthal     |
| Herges-Hallenberg         | Steinbach-Hallenberg |
| Herges-Vogtei             | Brotterode-Trusetal  |
| Herrenbreitungen          | Breitungen/Werra     |
| Heßles                    | Fambach              |
| Hohleborn                 | Floh-Seligenthal     |
| Kleinschmalkalden         | Floh-Seligenthal     |
| Laudenbach                | Brotterode-Trusetal  |
| Mittelschmalkalden        | Schmalkalden         |
| Mittelstille              | Schmalkalden         |
| Näherstille               | Schmalkalden         |
| Oberschönau               | Steinbach-Hallenberg |
| Reichenbach               | Schmalkalden         |
| Rotterode                 | Steinbach-Hallenberg |
| Schmalkalden              | Schmalkalden         |
| Schnellbach               | Floh-Seligenthal     |
| Seligenthal               | Floh-Seligenthal     |
| Springstille              | Schmalkalden         |
| Steinbach-Hallenberg      | Steinbach-Hallenberg |
| Struth                    | Floh-Seligenthal     |
| Trusen                    | Brotterode-Trusetal  |
| Unterschönau              | Steinbach-Hallenberg |
| Volkers                   | Schmalkalden         |
| Wahles                    | Brotterode-Trusetal  |
| Weidebrunn                | Schmalkalden         |

Le 1er octobre 1936, Struth et Helmershof fusionnent pour former la commune de Struth-Helmershof. Le 1er avril 1937, Auwallenburg et Herges-Vogtei fusionnent pour former la commune de Herges-Auwallenburg.

## Constitution communale
L'arrondissement de Schmalkalden est divisé en la ville de Schmalkalden et 37 (depuis 1937 35) communes. Avec l'introduction de la loi constitutionnelle prussienne du 15 décembre 1933 et le code communal allemand du 30 janvier 1935, le principe du leader est appliqué au niveau communal à partir du 1er avril 1935. En 1936, les communes de Brotterode et Steinbach-Hallenberg obtiennent également le statut de ville. Une nouvelle constitution d'arrondissement n'est plus créée ; le règlement d'arrondissement pour la province de Hesse-Nassau du 7 juin 1885 est toujours en vigueur.

## Particularité
Aujourd'hui encore, dans l'Église protestante, le territoire de l'ancien arrondissement appartient à l'Église protestante de Hesse électorale-Waldeck et non à l'Église protestante d'Allemagne centrale.